# Rue Gabriel-Péri (Vitry-sur-Seine)
Pour les articles homonymes, voir Rue Gabriel-Péri.
La rue Gabriel-Péri est une voie de communication de Vitry-sur-Seine dans le Val-de-Marne.

## Situation et accès
Orientée du nord au sud, elle croise notamment l'avenue Paul-Vaillant-Couturier et l'avenue Jean-Jaurès, et marque la fin de l'avenue Danielle-Casanova.
Elle sera desservie par la ligne 15 du métro de Paris.

## Origine du nom

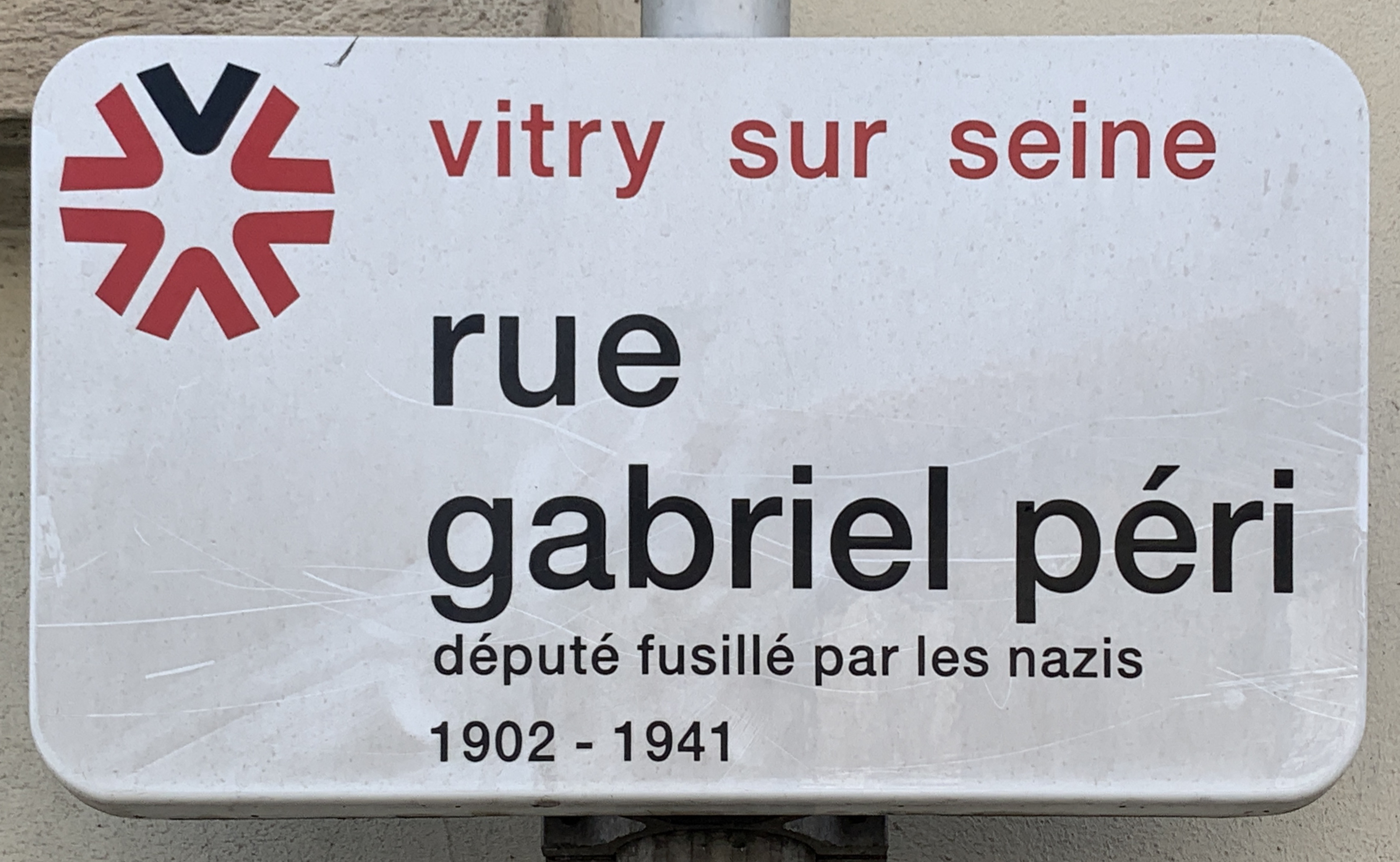
Plaque Rue Gabriel-Péri.

Elle porte le nom du journaliste Gabriel Péri (1902-1941), arrêté comme résistant et fusillé comme otage.

## Historique

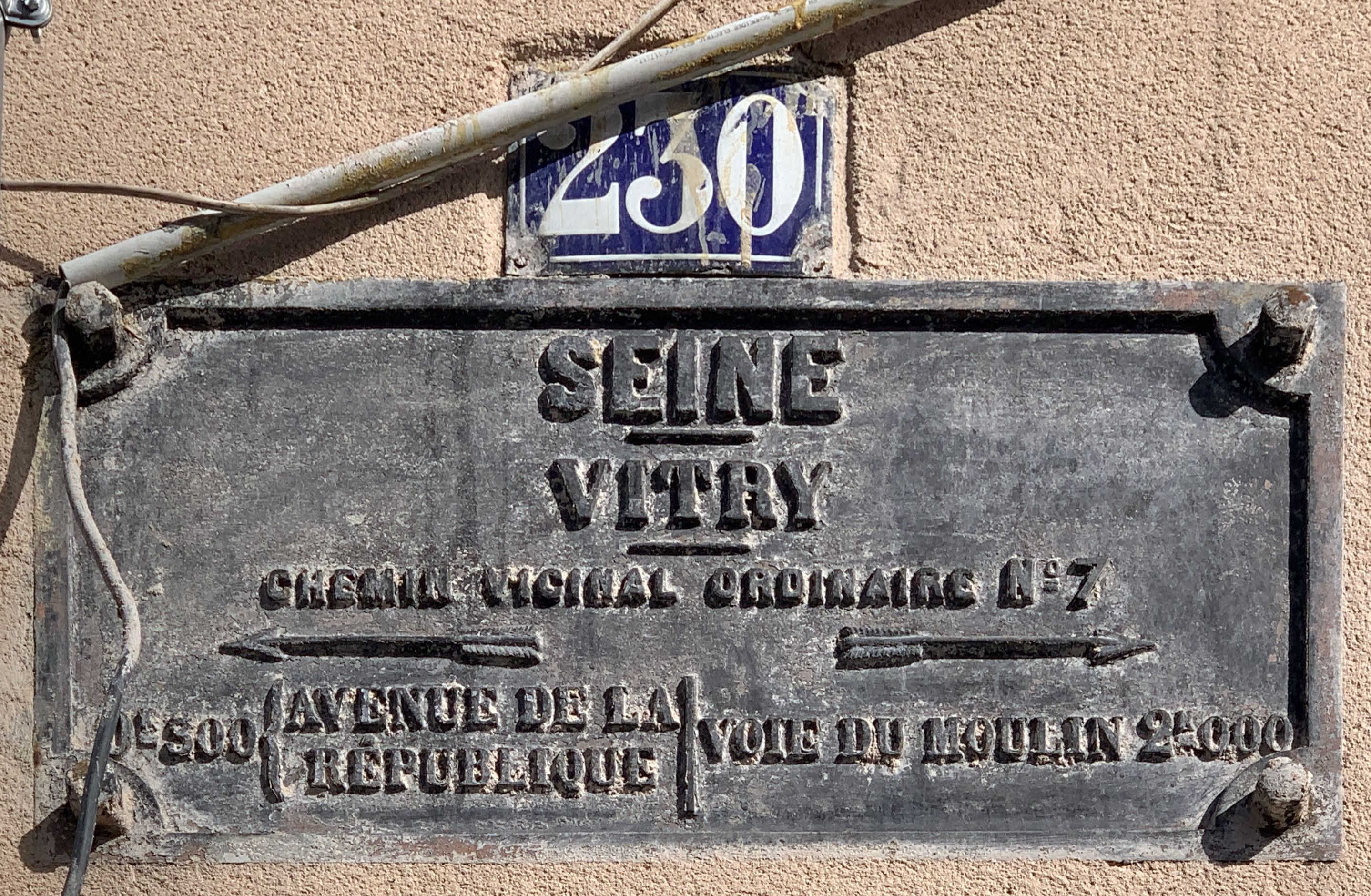
Une plaque de cocher.

Cette rue était autrefois formée de la rue du Chevaleret et de la rue Faidherbe,.
Elle fut envahie par les eaux du fleuve lors de la crue de la Seine de 1910.

## Bâtiments remarquables et lieux de mémoire

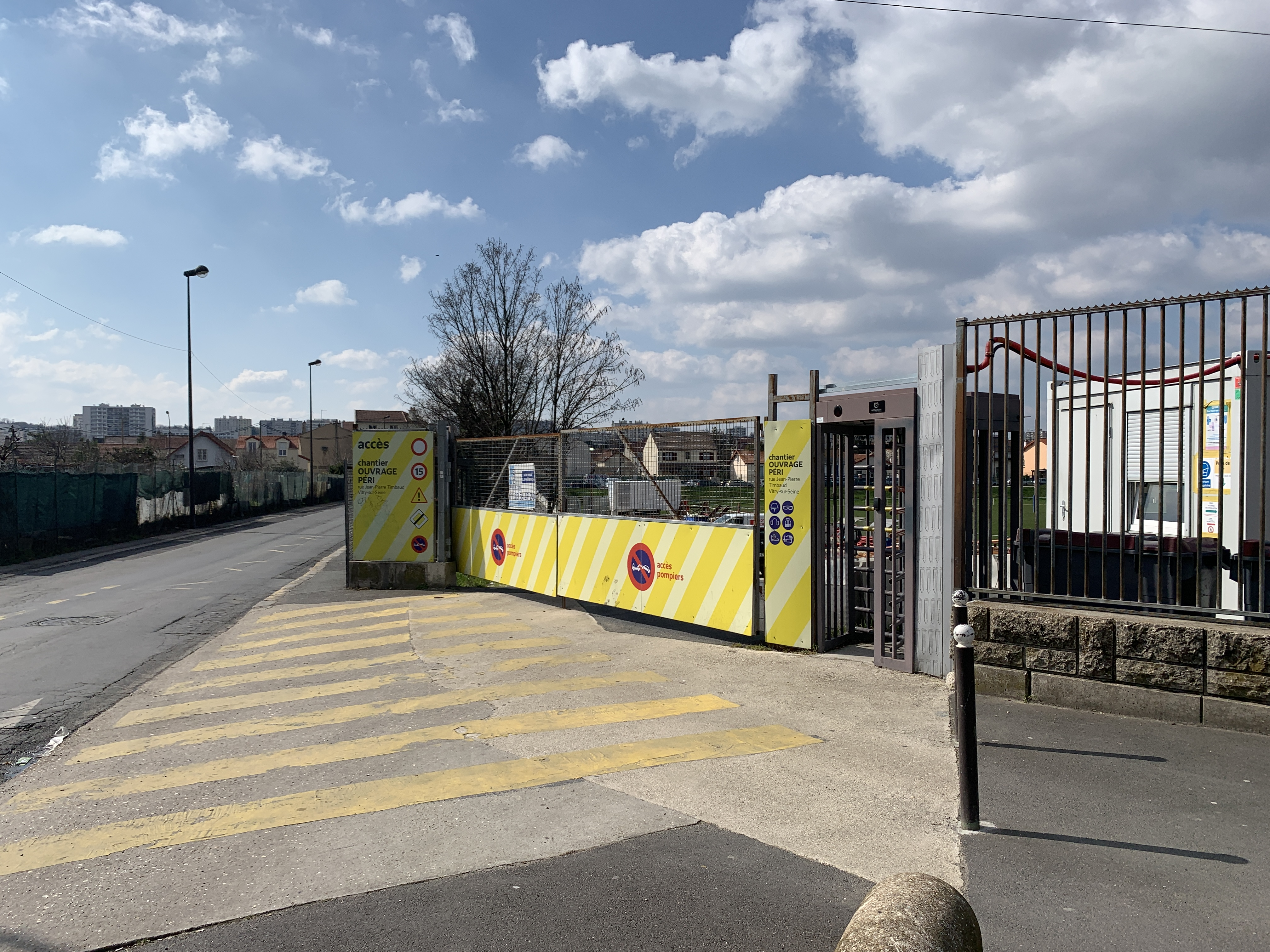
L'ouvrage Péri de la ligne 15 du métro de Paris.

- Au no 49, promenade du Petit-Bois, sculpture Pacha-Mama, de Jack Vanarsky (1988).
- Stade Gabriel-Péri[5].
- Au no 94, peintures murales de Jean Messagier (1978).
- Au no 172-184, cité les Rosiers, œuvre de l'architecte Gallois en 1958[6].